# Primulàcies
Les primulàcies (Primulaceae) són una família de plantes angiospermes dins l'ordre de les ericals. Inclou més de 55 gèneres i més de 2.500 espècies.

## Taxonomia
La primera publicació vàlida d'aquesta família la va fer l'any 1794 el botànic alemany August Johann Georg Karl Batsch (1761 – 1802) al segon volum de l'obra Synopsis universalis analytica generum plantarum.

### Gèneres
Dins d'aquesta família es reconeixen 57 gèneres:
- Aegiceras Gaertn.
- Amblyanthopsis Mez
- Amblyanthus A.DC.
- Androsace L.
- Antistrophe A.DC.
- Ardisia Sw.
- Ardisiandra Hook.f.
- Badula Juss.
- Bonellia Bertero ex Colla
- Bryocarpum Hook.f. & Thomson
- Clavija Ruiz & Pav.
- Conandrium (K.Schum.) Mez
- Coris L.
- Ctenardisia Ducke
- Cybianthus Mart.
- Cyclamen L.
- Deherainia Decne.
- Dionysia Fenzl
- Discocalyx (A.DC.) Mez
- Elingamita G.T.S.Baylis
- Embelia Burm.f.
- Emblemantha B.C.Stone
- Evotrochis Raf.
- Fittingia Mez
- Geissanthus Hook.f.
- Heberdenia Banks ex A.DC.
- Hottonia Boerh. ex L.
- Hymenandra A.DC. ex Spach
- Jacquinia L.
- Kaufmannia Regel
- Labisia Lindl.
- Loheria Merr.
- Lysimachia Tourn. ex L.
- Maesa Forssk.
- Mangenotiella M.Schmid
- Monoporus A.DC.
- Myrsine L.
- Neomezia Votsch
- Omphalogramma Franch.
- Oncostemum A.Juss.
- Paralysimachia F.Du, J.Wang & S.Y.Yang
- Parathesis Hook.f.
- Pleiomeris A.DC.
- Pomatosace Maxim.
- Primula L.
- Sadiria Mez
- Samolus L.
- Soldanella L.
- Solonia Urb.
- Stimpsonia C.Wright ex A.Gray
- Stylogyne A.DC.
- Systellantha B.C.Stone
- Tapeinosperma Hook.f.
- Theophrasta L.
- Vegaea Urb.
- Votschia B.Ståhl
- Wallenia Sw.